# Мемориал братьев Знаменских 2008
50-й Мемориал братьев Знаменских — международный легкоатлетический турнир, состоявшийся 15 июня 2008 года на стадионе «Метеор» в подмосковном городе Жуковском, Россия. Имел статус EAA Area Permit Meeting и после предыдущего успешного розыгрыша впервые проводился в рамках Мирового тура IAAF. Были разыграны 22 комплекта наград, по 11 у мужчин и женщин.
В трёх дисциплинах спортсмены обновили рекорд Мемориала. Кениец Леонард Комон в беге на 5000 метров показал время 13.17,48, превзойдя продержавшийся 19 лет рекорд эфиопа Аддиса Абебе. Россиянин Евгений Лукьяненко прыгнул с шестом на 5,91 метра, на тот момент это был лучший результат сезона в Европе и третий в мире. Хорватка Бланка Влашич в прыжках в высоту взяла планку в 2,03 метра, превзойдя свой же рекорд двухлетней давности.

## Результаты

### Мужчины
| Дисциплина        | Золото                                                                     | Золото      | Серебро                                                                                 | Серебро  | Бронза                                                                            | Бронза   |
| ----------------- | -------------------------------------------------------------------------- | ----------- | --------------------------------------------------------------------------------------- | -------- | --------------------------------------------------------------------------------- | -------- |
| 100 м             | Ким Коллинз Сент-Китс и Невис                                              | 10,10       | Самуэль Фрэнсис Катар                                                                   | 10,20    | Олусоджи Фасуба Нигерия                                                           | 10,25    |
| 400 м             | Денис Алексеев Россия                                                      | 45,80       | Александр Деревягин Россия                                                              | 46,57    | Константин Свечкарь Россия                                                        | 46,58    |
| 800 м             | Юрий Борзаковский Россия                                                   | 1.45,40     | Дмитрий Богданов Россия                                                                 | 1.46,05  | Дмитрий Милькевич Латвия                                                          | 1.46,41  |
| 1500 м            | Вячеслав Соколов Россия                                                    | 3.39,74     | Андрей Осипов Россия                                                                    | 3.40,92  | Павел Потапович Россия                                                            | 3.41,20  |
| 5000 м            | Леонард Комон Кения                                                        | 13.17,48 MR | Гюнтер Вайдлингер Австрия                                                               | 13.38,23 | Григорий Андреев Россия                                                           | 13.49,35 |
| 110 м с барьерами | Игорь Перемота Россия                                                      | 13,58       | Сергей Манаков Россия                                                                   | 13,94    | Яков Петров Россия                                                                | 14,06    |
| Прыжок с шестом   | Евгений Лукьяненко Россия                                                  | 5,91 MR     | Павел Герасимов Россия                                                                  | 5,66     | Пол Бёрджесс Австралия                                                            | 5,56     |
| Тройной прыжок    | Дмитрий Валюкевич Словакия                                                 | 17,46       | Александр Петренко Россия                                                               | 16,72    | Даниил Буркеня Россия                                                             | 16,53    |
| Метание молота    | Алексей Загорный Россия                                                    | 81,39       | Игорь Виниченко Россия                                                                  | 79,80    | Кирилл Иконников Россия                                                           | 79,20    |
| Метание копья     | Вадим Василевский Латвия                                                   | 85,78       | Сергей Макаров Россия                                                                   | 81,36    | Игорь Яник Польша                                                                 | 78,48    |
| Эстафета 4×100 м  | Россия · Игорь Гостев · Иван Теплых · Александр Смирнов · Максим Мокроусов | 39,67       | Украина · Константин Васюков · Дмитрий Глущенко · Анатолий Довгаль · Дмитрий Островский | 40,08    | Россия · Михаил Идрисов · Рамис Абдулкадеров · Александр Волков · Евгений Жигулин | 40,26    |

### Женщины
| Дисциплина        | Золото                           | Золото  | Серебро                      | Серебро | Бронза                           | Бронза  |
| ----------------- | -------------------------------- | ------- | ---------------------------- | ------- | -------------------------------- | ------- |
| 100 м             | Евгения Полякова Россия          | 11,21   | Наталья Муринович Россия     | 11,26   | Дебби Фергюсон Багамские Острова | 11,26   |
| 200 м             | Дебби Фергюсон Багамские Острова | 22,88   | Елена Болсун Россия          | 23,22   | Ханна Мариен Бельгия             | 23,28   |
| 400 м             | Анастасия Капачинская Россия     | 50,45   | Людмила Литвинова Россия     | 50,69   | Татьяна Вешкурова Россия         | 50,84   |
| 800 м             | Татьяна Попова Россия            | 1.59,60 | Ольга Котлярова Россия       | 1.59,99 | Мария Дряхлова Россия            | 2.00,96 |
| 1500 м            | Елена Задорожная Россия          | 4.07,62 | Лилия Шобухова Россия        | 4.08,11 | Наталья Попкова Россия           | 4.10,98 |
| 100 м с барьерами | Евгения Снигур Украина           | 12,92   | Татьяна Дектярёва Россия     | 13,02   | Александра Антонова Россия       | 13,24   |
| 400 м с барьерами | Анастасия Рабченюк Украина       | 54,77   | Евгения Исакова Россия       | 55,06   | Екатерина Бикерт Россия          | 55,41   |
| Прыжок в высоту   | Бланка Влашич Хорватия           | 2,03 MR | Светлана Радзивил Узбекистан | 1,93    | Екатерина Савченко Россия        | 1,93    |
| Прыжок в длину    | Татьяна Лебедева Россия          | 6,88    | Ирина Симагина Россия        | 6,77    | Людмила Колчанова Россия         | 6,75    |
| Метание молота    | Гульфия Ханафеева Россия         | 73,80   | Елена Прийма Россия          | 69,03   | Елена Киселёва Россия            | 68,01   |
| Метание копья     | Лада Чернова Россия              | 60,12   | Мария Яковенко Россия        | 59,62   | Мария Абакумова Россия           | 57,51   |